# Skiffia francesae
Espèce
Statut de conservation UICN

EW : Éteint à l'état sauvage
Skiffia francesae est une espèce de poissons d'eau douce de la famille des Goodeidae.

## Description
Skiffia francesae peut mesurer jusqu'à 50 mm de longueur totale (43 mm, queue non comprise). Les mâles présentent une coloration doré avec une dominante grise superposée, particulièrement intense lors de la parade nuptiale. Durant cette période, les nageoires dorsale, anale et caudale des mâles sont bordées de gris et leurs nageoires pelviennes sont grises. Les femelles et les juvéniles sont gris verdâtre avec de petites taches noires le long de la ligne latérale et sur le dos. Leurs nageoires sont transparentes. Leur caudale est marqué par un petit croissant noir à sa base. Les femelles n'ont pas de livrée propre à la période de reproduction. Toutes les nageoires des mâles sont plus grandes que celles des femelles et, en particulier, les nageoires dorsales et anales.

## Répartition et habitat
Cette espèce est endémique de l'État du Jalisco, au Mexique.
Aucun spécimen n'ayant été recensé depuis 2010, l'UICN la considère comme éteinte à l'état sauvage. Les causes de sa disparition semblent être la construction de barrages, la pollution des eaux, la compétition avec Xiphophorus maculatus et la destruction des berges par le bétail. Une sécheresse survenue en 2010 a également eu un impact considérable sur le nombre de spécimens survivants.

## Systématique
Le nom valide complet (avec auteur) de ce taxon est Skiffia francesae Kingston, 1978,.

## Étymologie
Son épithète spécifique, francesae, lui a été donnée en l'honneur de Frances H. Miller (1919-1987), fille de Carl Leavitt Hubbs (1894-1979) et épouse de Robert Rush Miller (1916-2003), en reconnaissance de l'aide qu'elle a fourni pour l'étude des poissons du Mexique.

## Publication originale
- (en) Dolores Irene Kingston, « Skiffia francesae, a New Species of Goodeid Fish from Western México », Copeia, Société américaine des ichtyologistes et des herpétologistes, vol. 1978, no 3,‎ 10 août 1978, p. 503 (ISSN 0045-8511 et 1938-5110, OCLC 1565060, DOI 10.2307/1443618, JSTOR 1443618).